# Tall Girl
Tall Girl (bra: Crush à Altura; prt: Tall Girl) é um filme estadunidense de comédia romântica de 2019, dirigido por Nzingha Stewart e roteirizado por Sam Wolfson. É estrelado por Ava Michelle, Griffin Gluck, Luke Eisner, Sabrina Carpenter, Paris Berelc, Clara Wilsey, Anjelika Washington, Rico Paris, Angela Kinsey e Steve Zahn. O filme foi lançado pela Netflix em 13 de setembro de 2019.

## Elenco
| Ator/Atriz          | Personagem                 | Dublador(a)       |
| ------------------- | -------------------------- | ----------------- |
| Ava Michelle        | Jodi Kreyman               | Bia Dellamonica   |
| Griffin Gluck       | Jack Dunkleman "Danquinho" | Gabriel Martins   |
| Luke Eisner         | Stig Mohlin                | Pier Marchi       |
| Clara Wilsey        | Kimmy Stitcher             | Bianca Alencar    |
| Sabrina Carpenter   | Harper Kreyman             | Michelle Zampieri |
| Paris Berelc        | Liz                        | Jacque Souza      |
| Steve Zahn          | Richie Kreyman             | Márcio Araújo     |
| Angela Kinsey       | Helaine Kreyman            | Marli Bortoletto  |
| Anjelika Washington | Fareeda                    | Flora Paulita     |
| Rico Paris          | Schnipper                  | Marcus Pejon      |

| Ficha Técnica:          | Brasil         |
| ----------------------- | -------------- |
| Direção                 | Raquel Marinho |
| Tradução                | Mie Ishii      |
| Adaptação               | ASA            |
| Engenheiro de Som       | ASA            |
| Direção de Produção     | Raquel Marinho |
| Assistentes de Produção | ASA            |
| Assistentes de Produção | ASA            |
| Estúdio                 | Vox Mundi      |

## Produção
Em novembro de 2018, foi anunciado que a Netflix iria colaborar com McG da Wonderland Sound and Vision pela quarta vez no filme Tall Girl, com Nzingha Stewartset como diretora. Em janeiro de 2019, Ava Michelle, Griffin Gluck, Luke Eisner, Sabrina Carpenter, Paris Berelc, Steve Zahn, Angela Kinsey, Anjelika Washington, Clara Wilsey e Rico Paris se juntaram ao elenco do filme.
As filmagens do filme começaram em janeiro de 2019 em Nova Orleans e terminaram em março de 2019.

## Lançamento
O filme foi lançado em 13 de setembro de 2019. O trailer foi lançado em 29 de agosto de 2019. Em 17 de outubro de 2019, a Netflix anunciou que o filme havia sido visto por mais de 41 milhões de telespectadores após seu lançamento na plataforma.

## Recepção
No site agregador de resenhas Rotten Tomatoes, o filme tem uma taxa de aprovação de 38% com base em 13 resenhas e uma classificação média de 5,3/10. O consenso dos críticos do site diz: "Embora encantador às vezes, Tall Girl é principalmente uma comédia adolescente sem inspiração que não traz nada de novo ao gênero."

## Sequência
Em 1º de dezembro de 2020, o DiscussingFilm informou que Tall Girl 2 estava em andamento na Netflix, com Michelle retornando como Jodi ao lado da maioria do elenco de apoio. As filmagens começaram em abril de 2021, com Sam Wolfson retornando como roteirista. Tall Girl 2 foi eventualmente lançado em 11 de fevereiro de 2022.